# A Different Beat (Gary Moore)
A Different Beat è il tredicesimo album in studio di Gary Moore, pubblicato il 27 settembre 1999.

## Tracce
1. Go on Home – 4:21
2. Lost in Your Love (Undoubtably So) – 5:59
3. Worry no More – 5:07
4. Fire – 2:50
5. Surrender – 9:38
6. House Full of Blues – 4:49
7. Bring my Baby Back – 4:50
8. Can't Help Myself – 5:52
9. Fatboy – 3:27
10. We Want Love – 5:43
11. Can't Help Myself (E-Z Rollers remix) – 12:18

## Formazione
- Gary Moore - chitarra, voce, tastiere, basso
- Roger King - tastiere
- Gary Husband - batteria
- Phil Nicholls – tastiere